# 21. červenec
21. červenec je 202. den roku podle gregoriánského kalendáře (203. v přestupném roce). Do konce roku zbývá 163 dní. Svátek slaví Vítězslav.

## Události

### Česko
- 1380 – Král Václav IV. uzavřel v Paříži s francouzským králem Karlem V. smlouvu o vzájemné ochraně a pomoci.
- 1432 – Velká povodeň v Praze pobořila Karlův most
- 1479 – Král Vladislav Jagellonský se v Olomouci setkal s Matyášem Korvínem a potvrdili tzv. olomoucké smlouvy, které obnovovaly vnitřní mír v zemi.
- 1917 – Ve Vídni proběhla porada českých a slovenských politiků o budoucím začlenění Slovenska do společného státu.
- 1919 – Železnorudské povstání: asi 130 legionářů 1. střeleckého praporu v Železné Rudě se rozhodlo, že vlast je v nebezpečí, načež uvěznili své důstojníky, vynutili si zvláštní vlak do Plzně a chystali se pokračovat do Prahy. Situace se vyřešila jednáním.
- 1937 – Prezident Edvard Beneš jmenoval novou vládu, kterou opět vedl Milan Hodža a která byla shodná s vládou předchozí; změna byla jen ve funkci ministra financí.
- 1940
  - Britská vláda uznala prozatímní československou exilovou vládu.
  - V Londýně byla vytvořena Státní rada československá, skládající se z exilových představitelů politických stran.
  - Edvard Beneš v Londýně vydal první dekret z pozdějších tzv. Benešových dekretů.
- 1948
  - V Bukurešti byla podepsána smlouva o přátelství, spolupráci a vzájemné pomoci mezi ČSR a Rumunskem.
  - Byl přijat zákon, kterým byla veškerá činnost akčních výborů Národní fronty prohlášena za legální, i kdyby byla v rozporu s platnými zákony.
- 1989 – Návštěvu Československa zahájila skupina poslanců polského sdružení Solidarita, kteří se zde setkali s některými představiteli disentu.
- 2020 – Ministr kultury Lubomír Zaorálek odvolal generálního ředitele Národní knihovny České republiky Martina Kocandu. Jeho odvolání vyvolala značnou mediální pozornost.

### Svět
- 356 př. n. l. – Herostratos zapálil Artemidin chrám v Efezu, patřící mezi sedm divů světa, aby si získal věčnou slávu
- 1718 – Mezi Rakouskem a Osmanskou říší byl podepsán Požarevacký mír, který po dvou letech ukončil rakousko-tureckou válku.
- 1773 – Papež Klement XIV. prohlásil bulou Dominus ac Redemptor (Pán a vykupitel) jezuitský řád za zrušený na věčné časy.
- 1774 – Podpisem mírové smlouvy skončila po šesti letech rusko-turecká válka.
- 1831 – Leopold I. inaugurován prvním belgickým králem.
- 1861 – Americká občanská válka: Jižané porazili seveřany v prvním velkém střetnutí konfliktu u Bull Runu.
- 1865 – Na náměstí města Springfield (Missouri, USA) zastřelil Wild Bill Hickok Davea Tutta v prvním skutečném souboji divokého Západu.
- 1873 – V Iowě spáchal Jesse James se svou bandou první úspěšnou vlakovou loupež na divokém Západě (ukradeno 3 000 dolarů).
- 1925 – V americkém státě Tennessee byl učitel biologie John T. Scopes odsouzen za výuku o evoluci k pokutě 100 dolarů.
- 1931 – Stanice CBS zahájila první pravidelné celotýdenní televizní vysílání.
- 1944 – 2. světová válka: Přistáním amerických sil začala bitva o Guam.
- 1954 – Na Ženevská konferenci bylo rozhodnuto o rozdělení Vietnamu na Severní a Jižní Vietnam.
- 1961 – Program Mercury: Virgil Ivan Grissom se jako druhý Američan dostal (v lodi Mercury-Redstone 4) v suborbitálním letu do vesmíru.
- 1969 – Astronaut Neil Armstrong jako první člověk vstoupil na povrch Měsíce.
- 1984 – V americkém státě Michigan rozdrtil tovární robot člověka.
- 2007 – V angličtině vyšla kniha Harry Potter and the Deathly Hallows, poslední v sérii příběhů Harryho Pottera od J. K. Rowlingové.
- 2011 – Poslední přistání raketoplánu Atlantis a ukončení vesmírného programu Space Shuttle.

## Narození
Viz též Kategorie:Narození 21. července — automatický abecedně řazený seznam.

### Česko
- 1750 – Jakub Dvořecký, duchovní a historik († 27. dubna 1814)
- 1774 – Jan Alois Sudiprav Rettig, právník a obrozenecký spisovatel († 26. července 1844)
- 1787 – Michal Silorád Patrčka, obrozenecký básník († 25. dubna 1838)
- 1789 – Joseph Maria Wolfram, hudební skladatel a politik německé národnosti († 30. září 1839)
- 1813 – Jakub Bursa, jihočeský lidový umělec, zedník a stavitel († 19. srpna 1884)
- 1841 – Emanuel Bozděch, dramatik (naposledy spatřen 10. února 1889)
- 1870 – Emil Orlik, pražský malíř, grafik a fotograf († 28. září 1932)
- 1875 – Alois Říha, primátor Prahy za okupace († 1. července 1945)
- 1883 – Josef Richard Marek, grafik, překladatel a spisovatel († 19. června 1951)
- 1897 – Jaroslav Seník, herec († 10. října 1957)
- 1900 – Vladimír Watzke, spisovatel († 6. října 1971)
- 1902 – Lev Krča, architekt († 27. dubna 1945)
- 1910 – Věra Řepková, klavíristka († 3. května 1990)
- 1922 – Andělín Grobelný, historik († 4. srpna 1992)
- 1924 – Vladimír Vondráček, basketbalista a ragbista
- 1925 – Václav Hůla, ministr vlád ČSSR († 1. dubna 1983)
- 1926 – Karel Reisz, britský režisér českého původu († 25. listopadu 2002)
- 1927 – Vlastimil Lejsek, klavírista a hudební skladatel († 12. března 2010)
- 1930 – Ladislav Suchomel, aktivista protikomunistického odboje († 29. července 2019)
- 1937
  - Leoš Faltus, hudební skladatel a pedagog
  - Miroslav Hrnčíř, ekonom
- 1938 – František Dostál, reportážní a dokumentární fotograf
- 1953 – Ivan Kmínek, spisovatel science fiction a chemik († 3. září 2013)
- 1954 – Petr Chalupa, kněz, biblista, starozákonní exegeta, překladatel, pedagog
- 1955 – Jozef Kubinyi, ministr zdravotnictví ČR
- 1959 – Antonín Polách, lékař a spisovatel historických románů
- 1966 – Dušan Suchý, fotbalista
- 1979 – David Stypka, zpěvák a hudebník († 10. ledna 2021)
- 1986 – Petr Horálek, astrofotograf, astronom, cestovatel a spisovatel
- 1989 – Stanislav Hruška, youtuber a streamer
- 1998 – Marie Bouzková, tenistka

### Svět
- 1414 – Sixtus IV., papež († 1484)

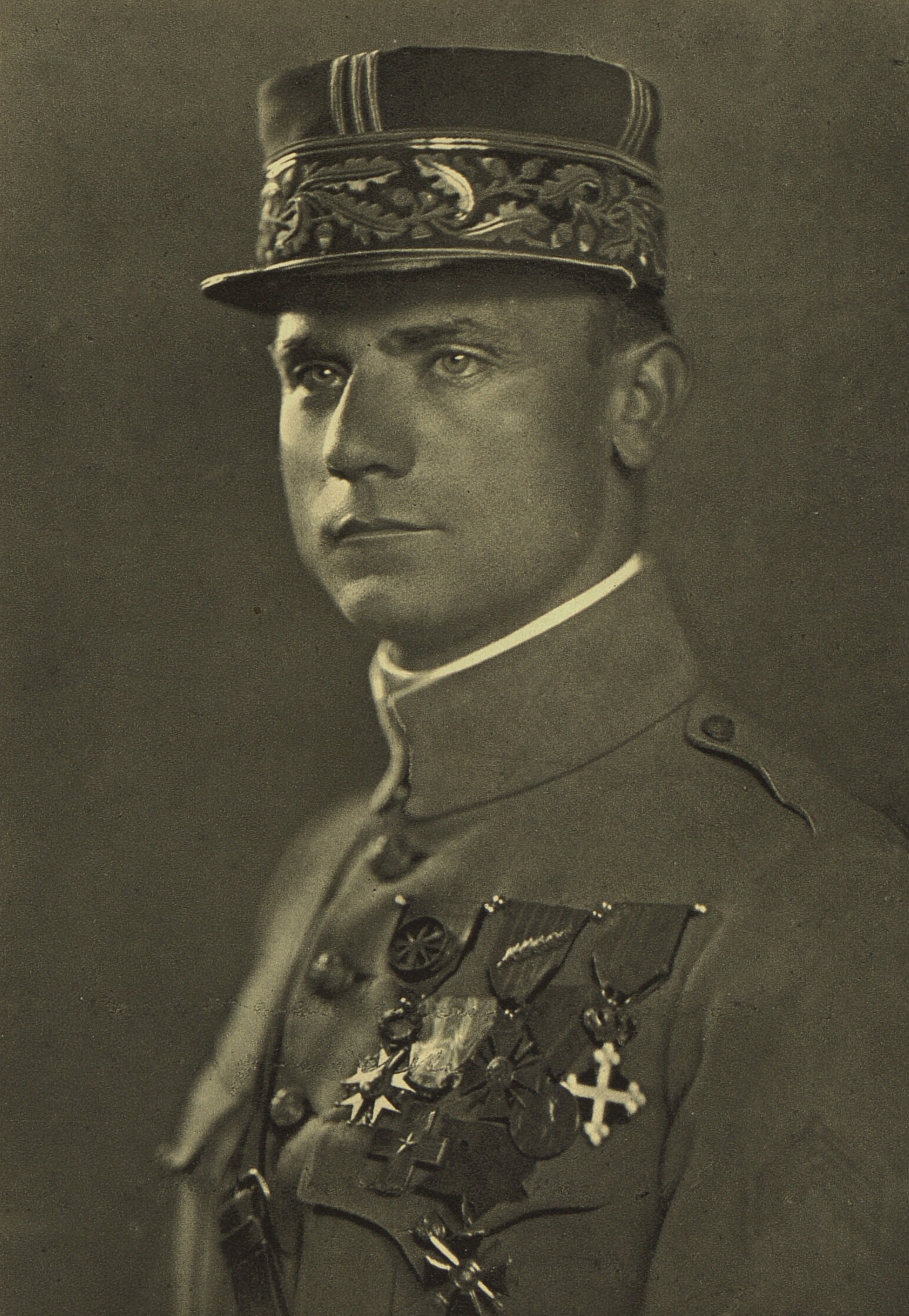
Milan Rastislav Štefánik (* 1880)

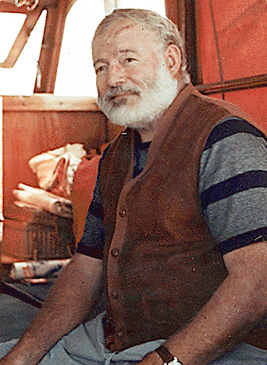
Ernest Hemingway (* 1899)

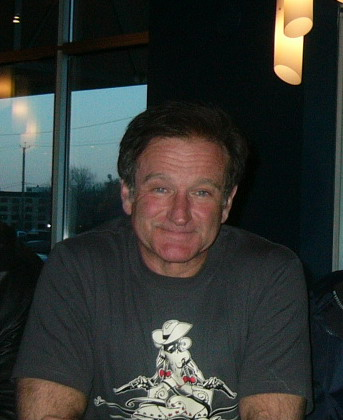
Robin Williams (* 1951)

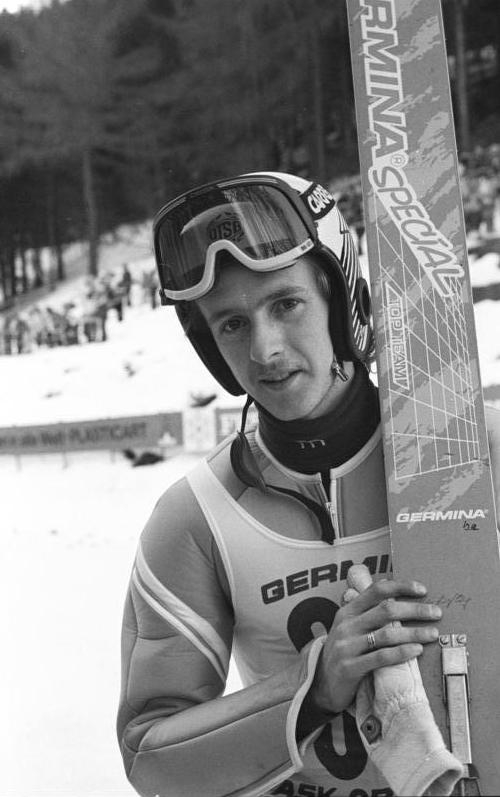
Jens Weißflog (* 1964)

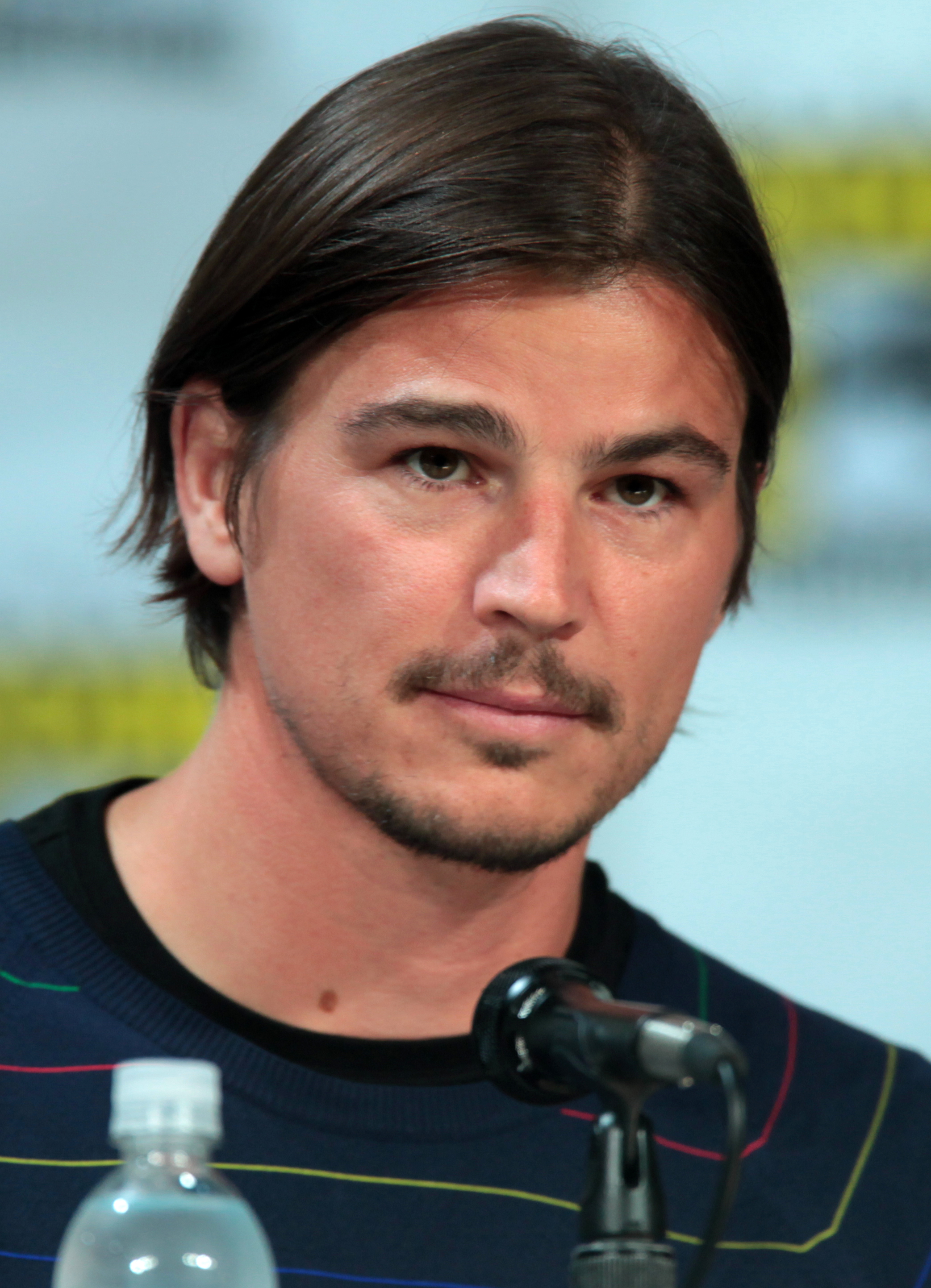
Josh Hartnett (* 1978)

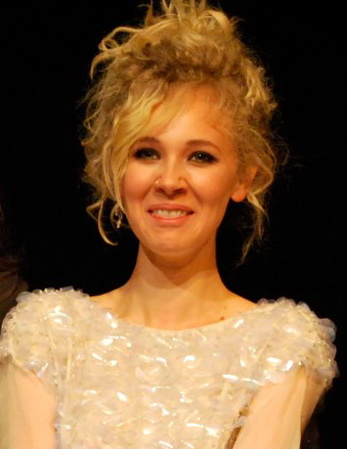
Juno Temple (* 1989)

- 1447 – Li Tung-jang, literární kritik, kaligraf, básník a politik čínské říše Ming († 20. srpna 1516)
- 1515 – Filip Neri, italským katolický kněz, zakladatel kongregace oratoriánů († 1595)
- 1616 – Anna Medicejská, princezna toskánská, rakouská arcivévodkyně a hraběnka tyrolská († 11. září 1676)
- 1693 – Thomas Pelham-Holles, britský státník a premiér († 1768)
- 1801 – Jules Pierre Rambur, francouzský lékař a entomolog († 10. srpna 1870)
- 1810 – Henri Victor Regnault, francouzský chemik, fyzik a fotograf († 19. ledna 1878)
- 1816 – Paul Julius Reuter, britský novinář a mediální podnikatel německého původu, zakladatel tiskové agentury Reuters († 1899)
- 1821 – Adolf Auersperg, ministerský předseda Předlitavska († 5. ledna 1885)
- 1843 – Marie Anna Portugalská, portugalská a saská princezna († 5. února 1884)
- 1856 – Rudolf Otto von Ottenfeld, rakouský malíř a pedagog († 26. července 1913)
- 1857 – Max Weiss, rakouský šachový mistr († 14. března 1927)
- 1858
  - Marie Kristýna Rakouská, rakouská arcivévodkyně a španělská královna († 1929)
  - Lovis Corinth, německý malíř († 1925)
- 1861 – Albert Hodges, americký šachový mistr († 2. února 1944)
- 1864 – Frances Clevelandová, manželka prezidenta USA Grovera Clevelanda († 29. října 1947)
- 1875 – Oskar Moll, německý malíř († 19. srpna 1947)
- 1880 – Milan Rastislav Štefánik, slovenský politik a astronom, generál francouzské armády, jeden ze zakladatelů Československa († 1919)
- 1888 – Carlos Duarte Costa, brazilský biskup, reformátor († 26. března 1961)
- 1890 – Eduard Dietl, německý generál Wehrmachtu za druhé světové války († 23. června 1944)
- 1891
  - Julius Saaristo, finský dvojnásobný olympijský medailista v hodu oštěpem († 12. října 1969)
  - Lasar Segall, litevsko-brazilský malíř a sochař († 2. srpna 1957)
- 1897 – Vasilij Danilovič Sokolovskij, maršál Sovětského svazu a náčelník generálního štábu Sovětské armády, za Velké vlastenecké války náčelník štábu a velitel frontu († 1968)
- 1899 – Ernest Hemingway, americký spisovatel († 1961)
- 1901 – Nyánaponika Maháthera, německý buddhistický mnich († 19. října 1994)
- 1902 – Joseph Kesselring, americký spisovatel († 5. listopadu 1967)
- 1903 – Russell Lee, americký novinářský fotograf († 28. srpna 1986)
- 1906 – Olena Teliha, ukrajinská básnířka († 21. února 1942)
- 1910 – Viggo Kampmann, premiér Dánska († 3. června 1976)
- 1911 – Marshall McLuhan, kanadský filozof a spisovatel († 31. prosince 1980)
- 1912 – Karl Wolfgang Deutsch, německo-český politolog († 1. listopadu 1992)
- 1914
  - Chaviva Reiková, členka výsadkové skupiny Amsterdam († 20. listopadu 1944)
  - Philippe Ariès, francouzský historik († 8. února 1984)
- 1917 – Floyd Jones, americký zpěvák a kytarista († 19. prosince 1989)
- 1920 – Isaac Stern, houslový virtuóz († 2001)
- 1922 – Christian Alers, francouzský herec
- 1923 – Rudolph A. Marcus, kanadský chemik, Nobelova cena za chemii 1993
- 1924
  - Alojz Rebula, slovinský spisovatel († 23. října 2018)
  - Jean Laplanche, francouzský psychoanalytik († 6. května 2012)
- 1926 – Karel Reisz, britský režisér českého původu († 25. listopadu 2002)
- 1928 – John B. Keane, irský spisovatel († 30. května 2002)
- 1930 – Helen Merrill, americká zpěvačka
- 1931
  - Plas Johnson, americký saxofonista
  - Sonny Clark, americký klavírista († 13. ledna 1963)
- 1934 – Johnny Sekka, britský herec († 14. září 2006)
- 1937
  - Eduard Strelcov, ruský fotbalový útočník († 22. července 1990)
  - Dee Palmer, britský aranžér a hráč na klávesové nástroje
- 1938 – Claudio Rendina, italský spisovatel, umělecký kritik, básník, novinář
- 1939
  - Kim Fowley, americký hudební producent a skladatel († 15. ledna 2015)
  - Jamey Aebersold, americký saxofonista
- 1941
  - Eddie Blazonczyk, americký hudebník († 21. května 2012)
  - Diogo Freitas do Amaral, portugalský premiér († 3. října 2019)
- 1943
  - Edward Herrmann, americký herec († 31. prosince 2014)
  - Henry McCullough, anglický písničkář a kytarista
- 1944 – John Atta Mills, ghanský politik († 24. července 2012)
- 1946 – Jüri Tarmak, sovětský atlet estonské národnosti, zlato na OH ve skoku do výšky († 22. června 2022)
- 1948
  - Beppe Grillo, italský komik, herec, politik
  - Cat Stevens, britský hudebník
- 1949 – Jean-Baptiste Mondino, francouzský portrétní a módní fotograf
- 1950 – Ubaldo Fillol, argentinský fotbalista, brankář
- 1951 – Robin Williams, americký herec († 11. srpna 2014)
- 1952 – Bobby Bright, americký politik
- 1955 – Béla Tarr, maďarský režisér a scenárista
- 1956 – Michael Connelly, americký spisovatel detektivních románů
- 1957 – Stefan Löfven, předseda vlády Švédského království
- 1964 – Jens Weissflog, německý skokan na lyžích
- 1971 – Charlotte Gainsbourgová, francouzská herečka a zpěvačka
- 1973 – Mike James, kanadský ragbista
- 1976 – Taťjana Lebeděvová, ruská atletka – trojskokanka a dálkařka
- 1977 – Sarah Biasiniová, francouzská herečka, dcera herečky Romy Schneiderové
- 1978
  - Josh Hartnett, americký herec
  - Damian Marley, jamajský reggae zpěvák
- 1981 – Victor Hănescu, rumunský tenista
- 1983 – Eivør Pálsdóttir, faerská zpěvačka
- 1985 – Filip Polášek, slovenský tenista
- 1989
  - Rory Culkin, americký herec
  - Juno Temple, anglická herečka
- 1992 – Jessica Barden, anglická herečka

- 2000
  - Mia Krampl, slovinská sportovní lezkyně
  - Erling Håland, norský fotbalový útočník

## Úmrtí
Viz též Kategorie:Úmrtí 21. července — automatický abecedně řazený seznam.

### Česko
- 1869 – Jan Kaška, herec (* 20. srpna 1810)
- 1892 – Josef Mikuláš Boleslavský, nakladatel, novinář, dramatik (* 2. února 1829)
- 1902 – František Skrejšovský, právník, novinář a politik (* 1. srpna 1837)
- 1906 – Jan Štrobl, známý pod pseudonymem Janko Klen, typograf, překladatel (* 21. dubna 1849)
- 1914 – Karel Cihlář, česko-rakouský právník a politik (* 17. srpna 1833)
- 1929 – Karel Sokol Elgart, spisovatel a pedagog (* 18. ledna 1874)
- 1939 – Alexandr Jan z Thurn-Taxisu, šlechtic z české linie starobylého rodu Thurn-Taxisů (* 1. prosince 1851)
- 1942 – František Kovářík, ministr veřejných prací (* 25. září 1865)
- 1947 – Alois Kotyza, sedmý opat benediktinského kláštera v Rajhradě (* ? 1869)
- 1962 – František Brož, hudební skladatel (* 10. dubna 1896)
- 1963 – Bohumil Modrý, hokejový brankář (* 24. září 1916)
- 1965 – Josef Trojan, herec, novinář, filmový kritik, scenárista a básník (* 10. května 1905)
- 1966 – Otakar Hůrka, akademický malíř (* 10. září 1889)
- 1973 – Eliška Vozábová, jedna z prvních lékařek (* 26. června 1874)
- 1979 – Jarmila Urbánková, herečka (* 26. října 1892)
- 1983 – Radovan Richta, sociolog a filosof (* 6. června 1924)
- 1986 – Vlado Čech, rockový bubeník (* 1. září 1949)
- 1990 – Vilém Přibyl, operní pěvec (* 10. dubna 1925)
- 1994 – Václav Pantůček, hokejový reprezentant (* 24. listopadu 1934)
- 1997 – Růžena Grebeníčková, literární historička, teoretička a překladatelka (* 1. listopadu 1925)
- 1998 – Jozef Kyselý, ministr vlád Československa (* 20. března 1912)
- 2002 – Stanislav Sedláček, historik, proděkan filosofické fakulty Univerzity Palackého v Olomouci (* 5. května 1919)
- 2004 – Vladimír Čermák, právník, filozof, politolog a humanista (* 3. září 1929)
- 2006 – Drahomíra Šustrová, spisovatelka a historička (* 22. listopadu 1913)
- 2013 – Vratislav Štěpánek, pátý patriarcha Církve československé husitské (* 18. června 1930)
- 2014 – Eva Vrchotová, herečka a spisovatelka (* 7. května 1910)
- 2015 – Ladislav Horáček, nakladatel (* 17. června 1947)

### Svět

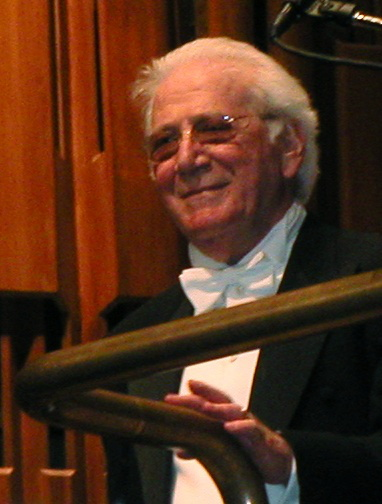
Jerry Goldsmith († 2004)

- 1007 – Gisela Burgundská, bavorská a korutanská vévodkyně (* 950/55)
- 1311 – Walram Lucemburský, druhorozený syn lucemburského hraběte Jindřicha VI. (* cca 1280)
- 1425 – Manuel II. Palaiologos, byzantský císař (* 1350)
- 1517 – Hersekzade Ahmed Paša, syn vévody Svaté Sávy a osmanský velkovezír (* 1459)
- 1552 – Antonio de Mendoza, španělský šlechtic, první místokrál v Mexiku a Peru (* 1495)
- 1590 – Žofie Württemberská, sasko-výmarská vévodkyně (* 20. listopadu 1563)
- 1688 – James Butler, 1. vévoda z Ormonde, anglický státník a irský šlechtic (* 19. října 1610)
- 1719 – Marie Luisa Alžběta Orleánská, nejstarší dcera Filipa II. Orleánského (* 20. srpna 1695)
- 1778 – Christian Moritz von Königsegg-Rothenfels, císařský polní maršál (* 24. listopadu 1705)
- 1796
  - Robert Burns, skotský národní básník (* 1759)
  - Philip Carteret, britský námořní důstojník a objevitel francouzského původu (* 1733)
- 1798 – Franz Sebastian de Croix von Clerfayt, rakouský polní maršál (* 14. října 1733)
- 1838 – Johann Nepomuk Mälzel, německý hudebník a vynálezce (* 1772)
- 1856 – Emil Aarestrup, dánský básník (* 4. prosince 1800)
- 1886 – Karl von Piloty, německý malíř (* 1. října 1826)
- 1891 – Franco Faccio, italský skladatel a dirigent (* 1840)
- 1915 – William Leggo, kanadský tiskař a vynálezce (* 25. ledna 1830)
- 1920 – Patsy Cornwallis-West, irská herečka a milenka krále Eduarda VII. (* 1856)
- 1922 – Džamal Paša, osmanský vojenský vůdce (* 6. května 1872)
- 1936 – Andreas Hinterstoisser, německý horolezec (* 3. října 1914)
- 1938 – Owen Wister, americký právník a spisovatel (* 14. července 1860)
- 1943 – Charlie Paddock, americký sprinter, dvojnásobný olympijský vítěz (* 11. srpna 1900)
- 1944
  - Ludwig Beck, německý generál, podílel se na atentátu na Hitlera (* 1880)
  - Claus von Stauffenberg, popraven po neúspěšném atentátu na Hitlera (* 1907)
  - Henning von Tresckow, strůjce atentátu na Adolfa Hitlera (* 10. ledna 1901)
  - Werner von Haeften, účastník atentátu na Adolfa Hitlera (* 9. října 1908)
- 1948 – Arshile Gorky, americký malíř arménského původu (* 15. dubna 1904)
- 1966 – Philipp Frank, rakouský teoretický fyzik, matematik a filosof (* 24. března 1884)
- 1967 – Albert Lutuli, prezident Afrického národního kongresu (* 1898)
- 1971 – Yrjö Väisälä, finský astronom a fyzik (* 6. září 1891)
- 1972
  - Ralph Craig, americký sprinter, olympijský vítěz (* 21. června 1889)
  - Džigme Dordže Wangčhug, třetí bhútánský král (* 1928)
- 1979 – Ludwig Renn, německý spisovatel (* 22. dubna 1889)
- 1989 – Donald Brittain, kanadský filmový režisér (* 10. června 1928)
- 1992 – Ernst Schäfer, německý ornitolog (* 14. března 1910)
- 1998 – Alan Shepard, první americký astronaut ve vesmíru (* 1923)
- 2004 – Jerry Goldsmith, americký skladatel filmové hudby (* 1929)
- 2005 – Long John Baldry, anglický zpěvák (* 12. ledna 1941)
- 2006 – Moses Laufer, britský psychoanalytik (* 6. května 1928)
- 2009 – Heinz Edelmann, německý ilustrátor a designér (* 1934)
- 2010 – Luis Corvalán, generální tajemník Komunistické strany Chile (* 14. září 1916)
- 2011 – Kazimierz Świątek, polský arcibiskup a kardinál (* 21. října 1914)
- 2013 – Ronnie Cutrone, americký výtvarník a asistent Andyho Warhola (* 10. července 1948)
- 2015 – Edgar Lawrence Doctorow, americký spisovatel (* 6. ledna 1931)
- 2020 – Halldóra Kristín Thoroddsenová, islandská spisovatelka (* 2. srpna 1950)
- 2023 – Tony Bennett, americký zpěvák a malíř (* 3. srpna 1926)

## Svátky

### Česko
- Vítězslav, Vítězslava, Vítoslav
- Dalida
- Oliver, Olivie

### Svět
- Den nezávislosti Belgie
- Národní den zmrzliny (USA)

## Pranostiky

### Česko
- Na svatého Praxeda mlha zrána k zemi usedá.
- Na proroka Daniele nalije též do mandele.

| 21. červenec v pražském KlementinuÚdaje jsou platné k 8. 7. 2025. | 21. červenec v pražském KlementinuÚdaje jsou platné k 8. 7. 2025. | 21. červenec v pražském KlementinuÚdaje jsou platné k 8. 7. 2025. |
| minimum                                                           | denní průměr                                                      | maximum                                                           |
| ----------------------------------------------------------------- | ----------------------------------------------------------------- | ----------------------------------------------------------------- |
| 9,1 °C (1996)                                                     | 19,1 °C (od 1961)                                                 | 36,1 °C (1998)                                                    |